# لنارت فاگرلوند
لنارت فاگرلوند (انگلیسی: Lennart Fagerlund؛ زادهٔ ۲ آوریل ۱۹۵۲) دوچرخه‌سوار اهل سوئد است.